# Lingwistyka matematyczna
Lingwistyka matematyczna – dział językoznawstwa, w którym do badania języków stosuje się metody matematyczne, podzielony na dwa kierunki: syntetyczny i analityczny. Kierunek syntetyczny zajmuje się badaniem różnych typów gramatyk, a kierunek analityczny bada różne typy gramatyk formalnych (związany z informatyką).